# Лабро Попфилипов
Лабро Попфилипов или Попфильов (изписване до 1945 година: Лабро попъ Филиповъ, Лабро попъ Фильовъ; на гръцки: Λάμπο π. Φιλιώφ) е български революционер, деец на Вътрешната македоно-одринска революционна организация и на „Охрана“. 

## Биография
Лабро Попфилипов е роден през 1886 година в костурското село Дъмбени, тогава в Османската империя. Присъединява се към ВМОРО и взема участие в Илинденското въстание в Костурската наказателна чета. През 1943 година участва в дейността на паравоенната организация „Охрана“ в окупирана Гърция по време на Втората световна война. Ръководител е на дъмбенския комитет на Македонобългарския комитет. По-късно емигрира в Канада и се установява в Торонто, където умира през април 1977 година.